# Klaus Schmiegel
Klaus Kurt Schmiegel (Chemnitz, 28 de junho de 1939) é um químico orgânico alemão radicado nos Estados Unidos.
É conhecido pela invenção do Prozac, um antidepressivo largamente utilizado.
Mudou-se para os Estados Unidos em 1951, a fim de continuar seus estudos.